# Vĩnh Lợi (huyện)
Vĩnh Lợi là một huyện cũ thuộc tỉnh Bạc Liêu cũ, Việt Nam.

## Địa lý
Huyện Vĩnh Lợi nằm ở phía đông tỉnh Bạc Liêu, huyện nằm ở cửa ngõ đi vào thành phố Bạc Liêu, có Quốc lộ 1 chạy qua khoảng 10 km, nằm cách thành phố Bạc Liêu hơn 10 km, có vị trí địa lý:
- Phía đông giáp huyện Mỹ Xuyên, tỉnh Sóc Trăng
- Phía tây giáp huyện Hòa Bình và huyện Phước Long
- Phía nam giáp thành phố Bạc Liêu và thị xã Vĩnh Châu, tỉnh Sóc Trăng
- Phía bắc giáp thị xã Ngã Năm và huyện Thạnh Trị, tỉnh Sóc Trăng.

Huyện Vĩnh Lợi là huyện cửa ngõ phía Đông của tỉnh Bạc Liêu, kết nối với tỉnh Sóc Trăng qua tuyến hành lang kinh tế quốc gia là Quốc lộ 1. Là vùng huyện thuộc vùng kinh tế trung tâm của tỉnh gắn với không gian kinh tế của thành phố Bạc Liêu, huyện Hòa Bình và huyện Phước Long. Là vùng phát triển về nông nghiệp hướng tới phát triển nông nghiệp công nghệ cao kết hợp với công nghiệp chế biến, thương mại dịch vụ và du lịch của tỉnh. Là vùng phát triển các loại hình năng lượng tái tạo, trong đó ưu tiên phát triển năng lượng gió.
Huyện có nhiều kênh rạch chảy ra biển, trong đó: kênh Cà Mau – Bạc Liêu chảy qua huyện lỵ song song với đường ô tô, có đường rẽ đi huyện Hồng Dân. Địa thế này giúp huyện có điều kiện thuận lợi để giao lưu, phát triển kinh tế với các huyện, thị xã, thành phố lân cận.

## Hành chính
Huyện Vĩnh Lợi có 8 đơn vị hành chính cấp xã trực thuộc, bao gồm thị trấn Châu Hưng (huyện lỵ) và 7 xã: Châu Hưng A, Châu Thới, Hưng Hội, Hưng Thành, Long Thạnh, Vĩnh Hưng, Vĩnh Hưng A.
Bản đồ hành chính huyện Vĩnh Lợi, tỉnh Bạc Liêu
| \| Tên \| Diện tích năm 2024 (km²) \| Dân số năm 2024 (người) \| Mật độ (người/km²) \| Hành chính \| Năm thành lập \| Loại đô thị \| Năm công nhận \| \| ------------ \| ------------------------ \| ----------------------- \| ------------------ \| ---------- \| ------------- \| ----------- \| ------------- \| \| Thị trấn (1) \| \| \| \| \| \| \| \| \| Châu Hưng \| 31,98 \| 17.236 \| 538 \| 8 ấp \| 2007 \| Loại V \| 2006 \| \| Xã (7) \| \| \| \| \| \| \| \| \| Châu Hưng A \| 29,71 \| 11.799 \| 397 \| 8 ấp \| 2002 \| \| \| \| Châu Thới \| 45,95 \| 16.910 \| 368 \| 14 ấp \| 1979 \| \| \| \| Hưng Hội \| 28,38 \| 14.748 \| 519 \| 8 ấp \| 1979 \| \| \| \| Hưng Thành \| 34,03 \| 14.844 \| 436 \| 10 ấp \| 1979 \| \| \| \| Long Thạnh \| 36,61 \| 19.784 \| 540 \| 11 ấp \| 1979 \| \| \| \| Vĩnh Hưng \| 23,04 \| 12.491 \| 542 \| 8 ấp \| 1987 \| Loại V \| 2022 \| \| Vĩnh Hưng A \| 22,55 \| 12.262 \| 543 \| 8 ấp \| 2022 \| \| \| |                          |                         |                    |            |               |             |               |
| Tên | Diện tích năm 2024 (km²) | Dân số năm 2024 (người) | Mật độ (người/km²) | Hành chính | Năm thành lập | Loại đô thị | Năm công nhận |
| Thị trấn (1) |                          |                         |                    |            |               |             |               |
| Châu Hưng | 31,98                    | 17.236                  | 538                | 8 ấp       | 2007          | Loại V      | 2006          |
| Xã (7) |                          |                         |                    |            |               |             |               |
| Châu Hưng A | 29,71                    | 11.799                  | 397                | 8 ấp       | 2002          |             |               |
| Châu Thới | 45,95                    | 16.910                  | 368                | 14 ấp      | 1979          |             |               |
| Hưng Hội | 28,38                    | 14.748                  | 519                | 8 ấp       | 1979          |             |               |
| Hưng Thành | 34,03                    | 14.844                  | 436                | 10 ấp      | 1979          |             |               |
| Long Thạnh | 36,61                    | 19.784                  | 540                | 11 ấp      | 1979          |             |               |
| Vĩnh Hưng | 23,04                    | 12.491                  | 542                | 8 ấp       | 1987          | Loại V      | 2022          |
| Vĩnh Hưng A | 22,55                    | 12.262                  | 543                | 8 ấp       | 2022          |             |               |

## Hình ảnh

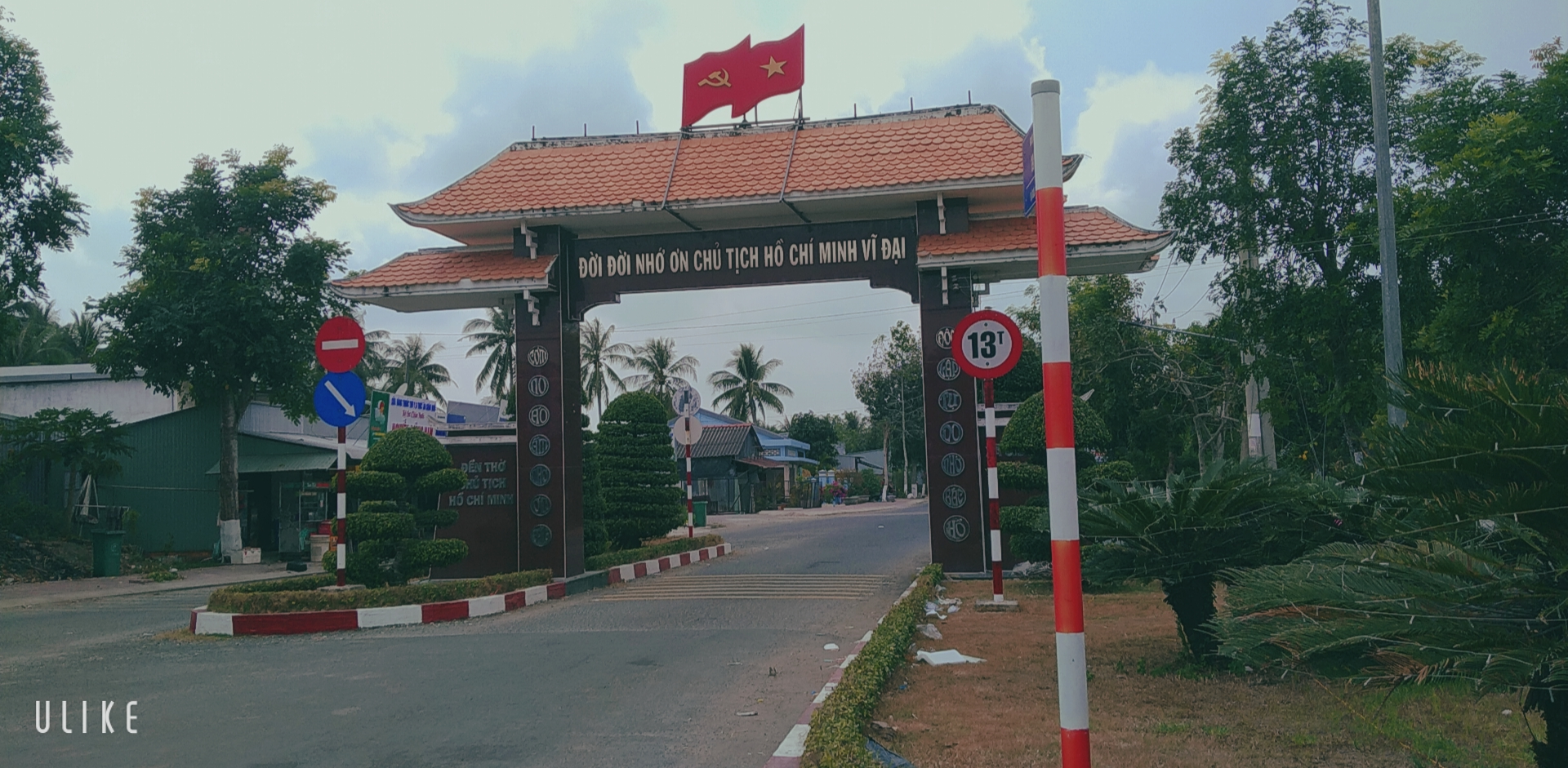
Cổng vào Đền thờ Bác Hồ thuộc xã Châu Thới
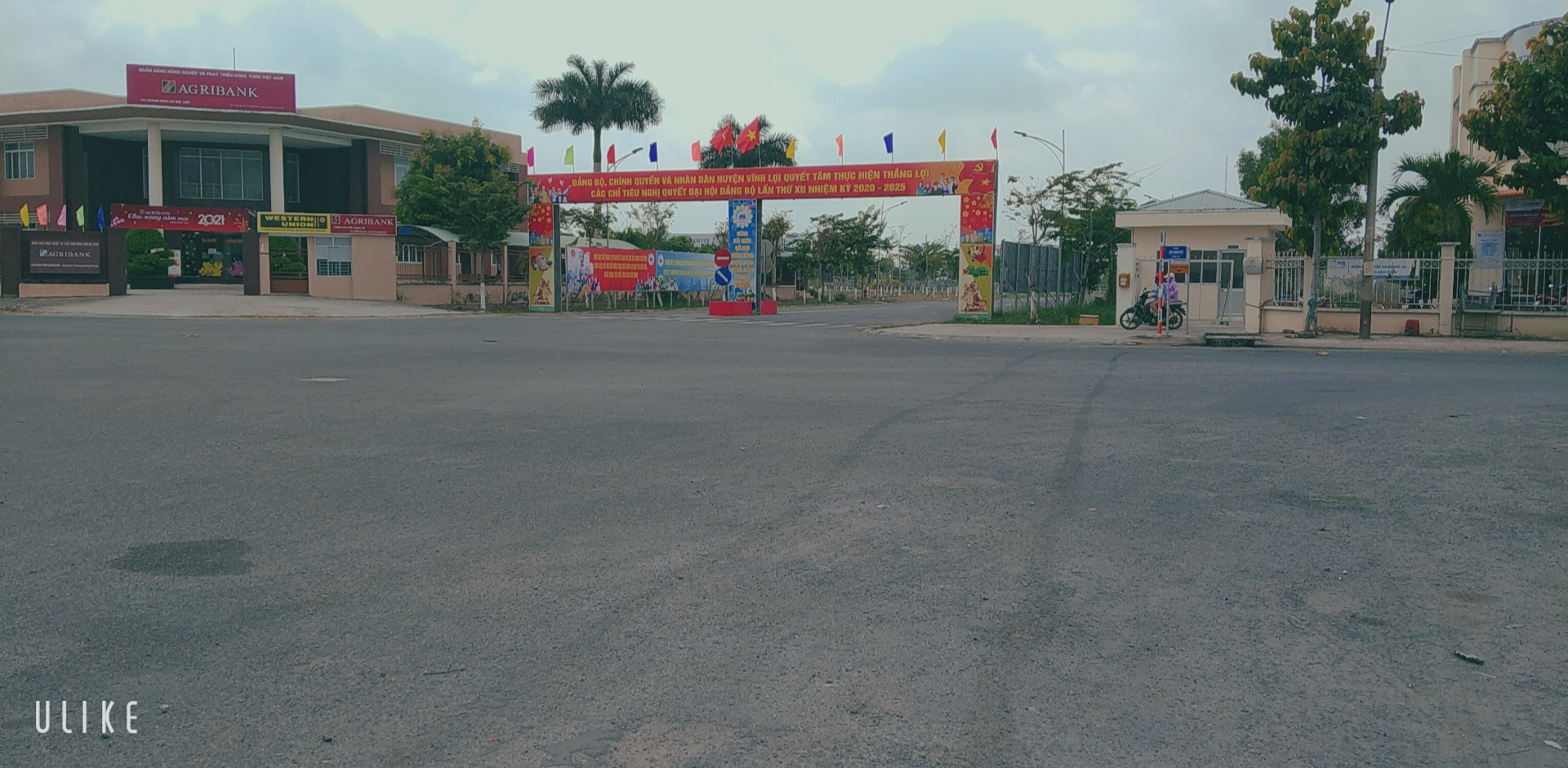
Khu hành chính huyện Vĩnh Lợi
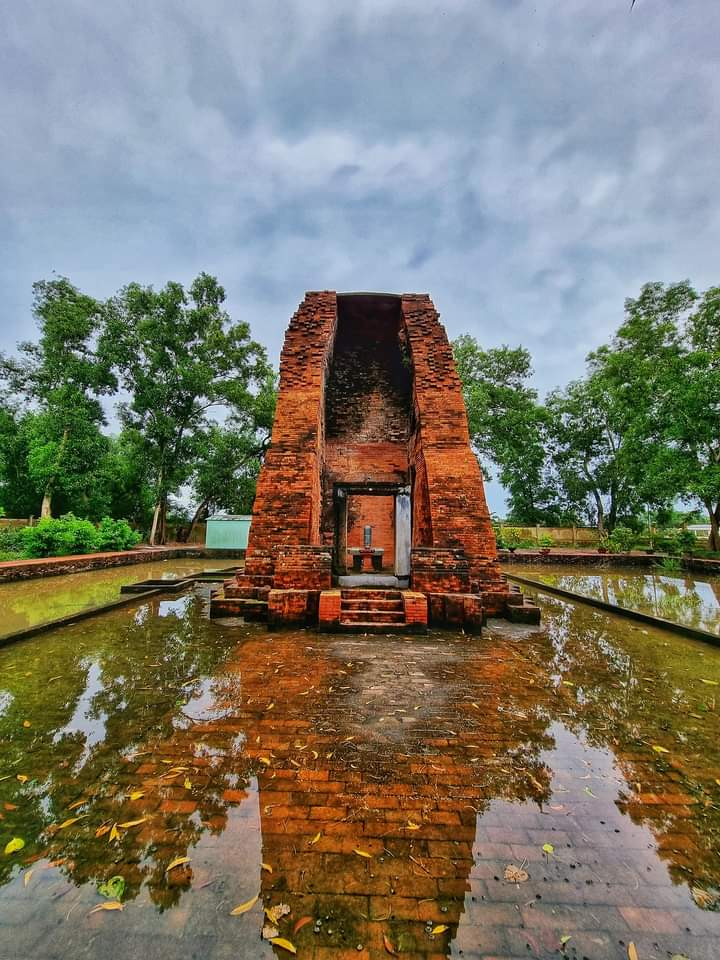
Tháp cổ Vĩnh Hưng thuộc ấp Trung Hưng IB, xã Vĩnh Hưng A

## Lịch sử